# Chaetagenia stigmatica
Chaetagenia stigmatica är en tvåvingeart som beskrevs av Malloch 1928. Chaetagenia stigmatica ingår i släktet Chaetagenia och familjen husflugor. Inga underarter finns listade i Catalogue of Life.